# Premio Medalla de Oro Robert Capa
El Premio Medalla de Oro Robert Capa (Robert Capa Gold Medal) es un premio a la mejor fotografía realizada fuera de Estados Unidos que requiera excepcional valor y medios ("best published photographic reporting from abroad requiring exceptional courage and enterprise").
Es otorgado cada año por el Overseas Press Club. Fue creado en 1955 en honor al fotógrafo de guerra Robert Capa.

## Fotógrafos con más de una medalla
| Fotógrafo      | Medallas obtenidas | Año                           |
| -------------- | ------------------ | ----------------------------- |
| James Nachtwey | 5                  | 1983, 1984, 1986, 1994 y 1998 |
| Larry Burrows  | 3                  | 1963, 1965 y 1971             |
| Carolyn Cole   | 2                  | 2002 y 2003                   |
| Luc Delahaye   | 2                  | 1992 y 2001                   |

## Lista completa de ganadores

### Años 2020
- 2020 : Kiana Hayeri, The New York Times Magazine, "Where Prison Is a Kind of Freedom".[8]

### Años 2010
- 2019 : Dieu-Nalio Chery, Associated Press,  "Haiti: Nation on the Brink".
- 2018 : Carolyn Van Houten, The Washington Post. Camino a Asylum: Dentro de las caravanas de emigrantes.[9]
- 2017 : Carol Guzy,[10][11] Zuma Press, "Scars[12]  Of  Mosul, The Legacy of ISIS".[13]
- 2016: Bryan Denton y Sergey Ponomarev,[14] The New York Times,[15][16] "What ISIS Wrought".[17]
- 2015: Bassam Khabieh, Reuters, "Hospital de campaña en Damasco".[18]
- 2014: Marcus Bleasdale, Human Rights Watch, Foreign Policy y National Geographic Society, "Infierno en Centroafricana".[19]
- 2013: Tyler Hicks, The New York Times, "Ataque en el centro comercial Westgate".[20]
- 2012: Fabio Bucciarelli, trabajador independiente para la Agencia France Press, "Batalla a muerte".[21]
- 2011: André Liohn, trabajador independiente para Newsweek, "Casi amanecer en Libia".[22]
- 2010: Agnès Dherbeys, trabajador independiente para The New York Times, "Estalla la violencia en Tailandia".[23]

### Años 2000
- 2009: Khalil Hamra, Associated Press, "Guerra en Gaza".[24]
- 2008: Shaul Schwarz,[25] Getty Images, "Violencia en Kenia tras las elecciones presidenciales de 2007".
- 2007: John Moore, Getty Images, "El asesinato de Benazir Bhutto".[26]
- 2006: Paolo Pellegrin,[27] Magnum, "El verdadero dolor: Israel y Hezbolá".
- 2005: Chris Hondros,[28] Getty Images, "One Night In Tal Afar".
- 2004: Ashley Gilbertson (Aurora), The New York Times, "La batalla por Faluya".[29]
- 2003: Carolyn Cole, The Los Angeles Times, "Covering Conflict: Irak and Liberia".[30]
- 2002: Carolyn Cole, The Los Angeles Times, "Basílica de la Natividad: en el centro del sitio".[30][31]
- 2001: Luc Delahaye[32] (Magnum) para Newsweek, "Afganistán".
- 2000: Chris Anderson (Aurora), The New York Times Magazine, "Desperate Passage".[33]

### Años 1990
- 1999: John Stanmeyer[34] (Saba), Time, "El asesinato de Bernardino Guterres[35] en Dili, Timor Oriental".
- 1998: James Nachtwey[36] (Magnum), Time, "Indonesia: Descent into Madness".[37]
- 1997: Horst Faas/Tim Page, Random House, "Requiem: By the Photographers Who Died in Vietnam and Indochina".[38][39]
- 1996: Corrine Dufka (Reuters), "Liberia: From a Dead Man’s Wallet".[40]
- 1995: Anthony Suau, Time, "Grozny: Rusia’s Nightmare".[41]
- 1994: James Nachtwey[36] (Magnum), Time Magazine, "Election Violence for South Africa".[42]
- 1993: Paul Watson, The Toronto Star, "Mogadishu".[43]
- 1992: Luc Delahaye[32] (Sipa Press), "Sarajevo: Life in the War Zone".
- 1991: Christopher Morris[44][45] (Black Star), Time, Masacre de Vukovar.
- 1990: Bruce Haley[46] (Black Star), U.S. News & World Report, Conflicto armado en Birmania.

### Años 1980
- 1989: David Turnley[47] (Black Star & The Detroit Free Press) "Revolutions in China and Romania".
- 1988: Chris Steele-Perkins (Magnum), Time, "Graveside Terror".[48]
- 1987: Janet Knott, The Boston Globe, "Democracy: What Price?"[49]
- 1986: James Nachtwey,[36] Time/GEO (edición alemana), "Island at War".
- 1985: Peter Magubane, Time, "Cry for Justice: Cry for Peace".[50]
- 1984: James Nachtwey[36] (Black Star), Time, "Photos of El Salvador".[51]
- 1983: James Nachtwey,[36] Time, "Líbano".
- 1982: Harry Mattison, Time, El Salvador.[52]
- 1981: Rudi Frey,[53] Time, Solidarność.[54]
- 1980: Steve McCurry, Time, Guerra de Afganistán.[55]

### Años 1970
- 1979: Kaveh Golestan, Time, Revolución iraní.[56]
- 1978: Susan Meiselas, Time, Nicaragua.[57]
- 1977: Eddie Adams[58] (The Associated Press), "The Boat of No Smiles".
- 1976: Catherine Leroy (Gamma), Time, Cobertura de luchas callejeras en Beirut.[59]
- 1975: Dirck Halstead, Time, Cobertura de la caída de Saigón.[60]
- 1974: William Eugene Smith, Camera 35, "Minamata".[61]
- 1973: David Burnett/Raymond Depardon/Chas Gerretsen (Gamma Presse Images), "Chile".[62]
- 1972: Clive W. Limpkin,[63] Penguin Books, "Batalla del Bogside".[64]
- 1971: Larry Burrows, Life, Indo-China.[65]
- 1970: Kyoichi Sawada[66] (United Press International), Vietnam.[67]

### Años 1960
- 1969: Fotografñia checa anónima[68] más tarde conocido como Josef Koudelka,[69] Look, "A Death to Remember".
- 1968: John Olson, Life, "The Battle That Regained and Ruined Huế".[70]
- 1967: David Douglas Duncan,[71] Life & ABC, Vietnam.
- 1966: Henri Huet[72] (The Associated Press), Vietnam.[73]
- 1965: Larry Burrows,[74] Life, "With a Brave Crew on a Deadly Flight".[75]
- 1964: Horst Faas[76] (The Associated Press), Cobertura de Vietnam.
- 1963: Larry Burrows,[74] Life,  "Jungle War in Vietnam".[77]
- 1962: Peter Dehmel & Klaus Dehmel,[78] NBC, "El túnel".[79]
- 1961: ningún premio.
- 1960: Yung Su Kwon,[80] NBC, Coverage of Japanese riots at the time of James Hagerty's arrival.

### Años 1950
- 1959: Mario Biasetti,[81] CBS, Cobertura de Nicaragua.[82]
- 1958: Paul Bruck,[83] CBS, Cobertura de Líbano.
- 1957: ningún premio.
- 1956: John Sadovy,[84] Life, Revolución húngara.[85]
- 1955: Howard Sochurek,[86] Magnum para Life, Cobertura de Vietnam del Norte.